# Kis ezerjófű
A kis ezerjófű (Centaurium erythraea, korábban Centaurium minus) a tárnicsfélék (Gentianaceae) családján belül az ezerjófű (Centaurium) nemzetségbe tartozó növényfaj. Gyógynövény. A Magyarországon előforduló három ezerjófűfaj közül a leggyakoribb.

## Elnevezése
További magyar nevei: centaurea, cintória, encián, epefű, erősfű, ezerjófű, földepe(fű), földepetárnics, gyomorfű, hideglelés ellen való fű, hideglelésfű, hideglelést gyógyító fű, hidegűzésfű, keserűfű, kis centaurea, kisebbik ezerjófű, kis ezerjófű, kis földepe, lázfű, ördögcsíptefű, százaranyosfű, százforintos földepe, százforintosfű, tüzes ember virágja, vérállatófű.

## Elterjedése
Délnyugat-Ázsiában, Észak-Amerikában és csaknem egész Európában honos. E növényfaj előfordul a Bükk-vidéken.

## Leírása
1-2 éves növény. Szára négyszögletes, 10–50 cm magas. 10–35 cm magas, idősebb szárai csövesek. Legalsó levelei tőrózsában állnak, rövid nyelűek, fordított tojás alakúak, 3–4 cm-es szárlevelei keresztben átellenesek, ugyancsak 3–4 cm hosszúak és hosszúkás tojás alakúak. A bogernyőben elrendezett, piros, lila, vagy rózsaszínű, csillag alakú virágok, csak napsütésben nyílnak ki. Termése 20 mm hosszú, 5 mm vastag, sárga színű, két kopácsra nyíló tok.

## Élőhelye
Magyarországon nedves réteken, legelőkön, kaszálókon és ritka erdőségekben, domboldalakon, általában félárnyékos helyeken, bokrok tövében tömegesen nő.

## Felhasználása
Az ókorban és a középkorban is megbecsült növény volt. Erős hatású gyógynövény.
A vadon termő és a termesztett növényeket is gyűjtik virágzáskor (júniustól augusztusig). A föld feletti virágzó részt sarlóval, vagy éles késsel vágják le, és csukló vastagságú csokrokba kötve, napvédett (napfény hatására elveszti a színét), szellős helyen szárítják. (A vad termőhelyeken begyűjtött magvakat tavasszal közvetlenül elvetik, a legkedvezőbb élőhelye a régóta parlagon heverő terület.)
Az így megszáradt anyag a kis ezerjófű drogja (Centeurii herba), mely szagtalan és rendkívül keserű ízű. A drog tartalmaz szekoiridoidokat (centapikrin, sverozid, sveciamarin, genciopikrin, erintocentaurin), 0,4% flavonoidot, xantonokat, ferulasavat, kávésavat, triterpéneket, nyomokban alkaloidokat.
A drog keserű likőrök fontos alkotóeleme, aperitif italok készülnek belőle, és ürmösborok készítésénél is felhasználják. Egyes vidékeken a komlót helyettesítik vele a sörkészítéskor. A szesziparban a gyomorkeserűk elmaradhatatlan alkotórésze.
A gyógynövény bizonyítottan emésztést és epeműködést serkentő, étvágyfokozó hatású. Teáját fogyasztják puffadás enyhítésére, májbántalmak ellen és vértisztítóként. A homeopátia a friss növényt gyomorfájdalom csillapítására használja, amarum-ként, növeli a gyomorsav-elválasztást, az étvágyat – teakeverékek, keserű tinktúrák alkotójaként alkalmazzák. A népi gyógyászatban máj-, epe-, vesebajok, vérszegénység gyógyítására használják.